# Betulaceae
Famille
Classification APG III (2009)
La famille des Betulaceae (Bétulacées) regroupe des plantes dicotylédones comprenant 157 espèces réparties en 6 genres.
Ce sont des arbres ou des arbustes répartis dans l'hémisphère Nord dans les régions tempérées et jusqu'aux régions froides.

## Étymologie
Le nom vient du genre type Betula qui est le nom latin des bouleaux, d'origine  gauloise, le mot celtique betul ayant la même signification.

## Classification
En Classification de Cronquist cette famille fait déjà partie de l'ordre des Fagales, mais, la classification phylogénétique APG III (2009) ayant invalidé les familles des Carpinaceae et des Corylaceae, en a incorporé les espèces dans les Betulaceae, sous-famille Coryloïdeae.

## Description
Les fleurs de cette famille sont caractéristiques. Ce sont des chatons unisexués.

## Liste des genres
Selon World Checklist of Selected Plant Families (WCSP) (11 déc. 2015), Catalogue of Life (11 déc. 2015), Angiosperm Phylogeny Website (11 déc. 2015) et NCBI (11 déc. 2015) :
- Alnus Mill. (1754) – les aulnes
- Betula L. (1753) – les bouleaux
- Carpinus L. (1753) – les charmes
- Corylus L. (1753) – les noisetiers
- Ostrya Scop. (1760) – les ostryers (dont le charme-houblon)
- Ostryopsis Decne. (1873)

Selon DELTA Angio (11 déc. 2015) :
- Alnus
- Betula

Selon ITIS (11 déc. 2015) :
- Alnus P. Mill.
- Betula L.
- Carpinus L.
- Corylus L.
- Ostrya Scop.